# Río Argeș
El río Argeș (en rumano: Râul Argeș; en húngaro: Argyas) es un río de Rumania meridional, un afluente del Danubio.

## Geografía
El río Argeș nace de la confluencia de los ríos Buda y Capra, en los montes Făgăraș, parte de los Cárpatos meridionales y desemboca en el río Danubio en la ciudad de Olteniţa. 
La principal ciudad en el Argeș es Pitești. Aguas arriba, el río está retenido por el embalse de Vidraru, que ha creado el lago Vidraru.
Sus afluentes más destacados son los ríos Valsan, Doamnei (98 km), Târgului, Bratia, Bughea, Râncaciov, Carcinov, Neajlov (186 km), Sabar, Potop, Colentina y Dâmbovița (el más largo, con una longitud de 258 km).

## Etimología
La etimología de Argeș no está clara. Tradicionalmente, se consideró que derivaba del nombre antiguo, a través del término reconstruido, Argessis. La capital del líder dacio Berebistas se llamaba Argedava, pero parece que no tiene relación con el nombre del río.
Se cree que el río es el mismo que Ordessus, un nombre mencionado por el historiador de la Antigua Grecia Heródoto.

## Para saber más
- Administrația Națională a Apelor Române, Cadastrul Apelor, Bucarest
- Institutul de Meteorologie şi Hidrologie, Rîurile României, Bucarest, 1971